# Ferrocarril Midland de Buenos Aires
Ferrocarril Midland (FCM) es el nombre con el que se conocía a uno de los ramales del Ferrocarril General Belgrano de la red ferroviaria argentina. La línea, de trocha angosta y denominada originalmente Buenos Aires Midland Railway, unía en su traza original Puente Alsina con Carhué, discurriendo íntegramente en territorio de la provincia de Buenos Aires. En la actualidad, solo una pequeña parte del ramal se encuentra activa, entre las estaciones Kilómetro 12 y Marinos del Crucero General Belgrano, siendo operada como parte de la línea Belgrano Sur.

## Historia

### Orígenes
El Ferrocarril Midland es resultado de una concesión provincial y ello condicionó su existencia por cuarenta años. Formalmente fue Enrique Lavalle, quien en el marco de la Ley de Ferrocarriles Secundarios de la Provincia, solicitó la concesión de una línea de Barracas al Sud hasta Adolfo Alsina en 1903. El 16 de septiembre de 1904, por medio de un decreto provincial se le otorgó a la concesión para construir y explotar una línea férrea de trocha angosta —para adecuarse a la Ley Provincial— entre Puente Alsina y Carhué. El nombre en inglés que se le dio al nuevo ferrocarril, Buenos Aires Midland Railway, se debió a un conflicto con los hermanos Lacroze, quienes habían registrado poco tiempo antes el nombre en castellano de Ferrocarril Central de Buenos Aires. Por ese motivo, Lavalle decidió adoptar este el mismo nombre pero en inglés. El ideólogo del proyecto era Eduardo Casey, quien entre otras cosas había sido el fundador de la ciudad santafesina de Venado Tuerto y uno de los participantes en la fundación de la ciudad de Pigüé.

### Desarrollo de la línea
La construcción del primer tramo del Ferrocarril Midland comenzó en 1907, para lo que Lavalle contrató a la prestigiosa empresa constructora Hume Hnos.. Para noviembre de ese año el tendido de vías llegaba aproximadamente hasta el Puente de la Noria; los pobladores de esa zona insistieron en la necesidad de habilitar el tramo de 13 kilómetros recientemente construido, y luego de un acuerdo entre el gobierno provincial y la empresa constructora se construyó la estación 

Eduardo Casey ideólogo de la línea

 La Noria —actualmente Ingeniero Budge—, inaugurándose el 8 de enero de 1908 el primer tramo de la línea. La locomotora encargada de realizar este corto trayecto sería una Koppel 0-6-0T arrastrando con un solo coche. 
Inmediatamente se avecinó un nuevo problema para el proyecto, el conflicto con la Compañía General de Ferrocarriles en la Provincia de Buenos Aires (CGBA) debido a la invasión mutua de zonas de influencia. Ambas líneas correrían a muy pocos kilómetros de distancia, lo que significaría una competencia por la carga en una misma zona que sin duda provocaría la quiebra de las dos empresas. Este no era solo un conflicto entre empresas, sino que tras estas máscaras se escondía un grave problema entre el gobierno nacional y el provincial. La ley número 2793 de Ferrocarriles adjudicaba el derecho de construcción a la empresa que tuviera con anterioridad la concesión, lo cual beneficiaba al Midland dejando al CGBA sin derecho a reclamar. No obstante, el conflicto no cesaría debido a que la concesión del Midland era provincial, y por lo tanto quedaba descubierta de la protección de la ley. El gobierno nacional no desaprovechó la oportunidad de defender su concesión.
Entretanto ninguna de las dos empresas cesaba la construcción de sus ramales, y el conflicto se agravó de forma tal que el Midland reclamó que se frenara la construcción de su competencia por medio de las fuerzas públicas provinciales y el CGBA a su vez, amenazó llevar el problema a la Corte Suprema de Justicia de la Nación. La solución llegaría en el ámbito empresarial, llegándose a un acuerdo en que cada empresa debía tolerar la existencia de la otra y variar las trazas de manera que se acercasen lo menos posible, estableciendo asimismo el uso común de la estación Plomer. A raíz de este acuerdo el Midland perdió varios kilómetros de terraplenes ya construidos, por lo que pidió una indemnización, ya que a la dificultad de conseguir capitales se le sumaba el derroche de trabajo ya realizado. 

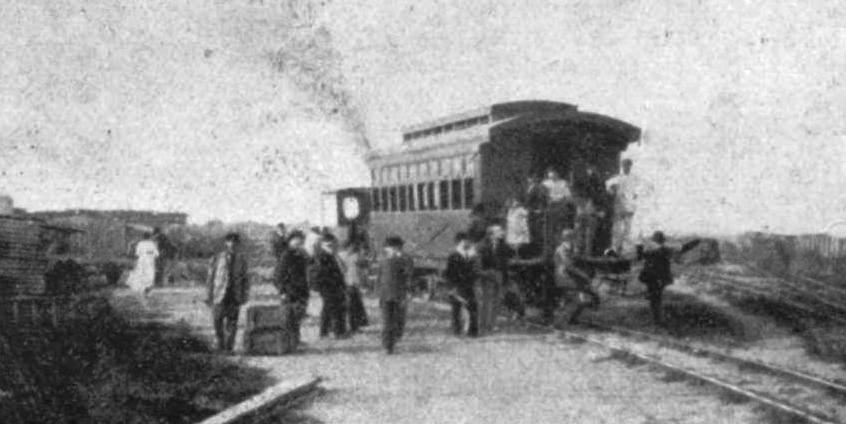
Servicio provisorio del Ferrocarril Midland desde Puente Alsina hasta Puente de la Noria, hoy Ingeniero Budge en febrero de 1908

A mediados de 1908 surgió un nuevo problema. La construcción estaba llegando a San Sebastián, pero la sociedad estaba en números rojos debido a la imposibilidad de conseguir capitales en Europa, lo que casi hundió para siempre el proyecto. Allí fue cuando el Ferrocarril del Sud y el Ferrocarril Oeste acordaron hacerse cargo del Midland y finalizar las obras e implementar algunos cambios, como reemplazar a la constructora Hume Hnos. por la Clarke, Bradbury and Co. —propiedad del hermano del gerente del Ferrocarril del Sud—, lo que haría notar una diferencia en la construcción entre las estaciones anteriores y posteriores a San Sebastián. El tramo Puente Alsina – San Sebastián fue inaugurado el 15 de junio de 1909 y la totalidad de la línea, hasta Carhué, el 1 de julio de 1911.
Otro problema que tenía el Midland era el acceso a la Capital Federal, debido a que tenía como estación cabecera en forma provisoria a Puente Alsina, con el proyecto de adentrarse en la capital para poder convertirse en un ferrocarril medianamente importante. Esto era en principio imposible debido a que el Midland tenía una concesión provincial que le hacía imposible el acceso a terreno del gobierno nacional. 
Así, en 1912, se inauguró la estación de trasbordo con el FCS (hoy Intercambio Midland) y allí se establecieron las comodidades para que los trenes del Midland partiesen y llegaran a ese punto donde los pasajeros harían trasbordo con un tren del FCS que, previa inversión de marcha en empalme Midland, entraría a la estación Sola En la esquina de Olavarría y Vélez Sarsfleld, y creemos que en los mismos terrenos adquiridos por el Midland para la estación cabecera que no pudo construir, se estableció una vía de trocha ancha con un andén y un abrigo para los pasajeros que, con el tren del FCS, venían del Midland. Así la empresa pudo burlar los problemas jurisdiccionales e ingresar sus viajeros al territorio de la capital. Pero esto no duró mucho, ya que el viaje entre Intercambio Midland y Sola Pasajeros requería que el tren circulara invertido en alguna parte del trayecto (era una locomotora y un coche solamente, y por no más de 1500 metros) pero la Dirección de Ferrocarriles era inflexible ordenó la ejecución de las obras necesarias para cambiar la posición de la locomotora en el empalme, a lo que el FCS no accedió por el costo de las mismas y reemplazó el servicio fraccionado por un coche motor a vapor de los adquiridos en 1906.
Este servicio a Sola Pasajeros fue discontinuado al poco tiempo, volviendo la cabecera de la línea a Puente Alsina, ya servida por varias líneas de tranvías. Debido al crecimiento de la zona de Puente Alsina, el Midland no insistió en su intento de tener una cabecera dentro de la Capital.

## Estaciones de la línea

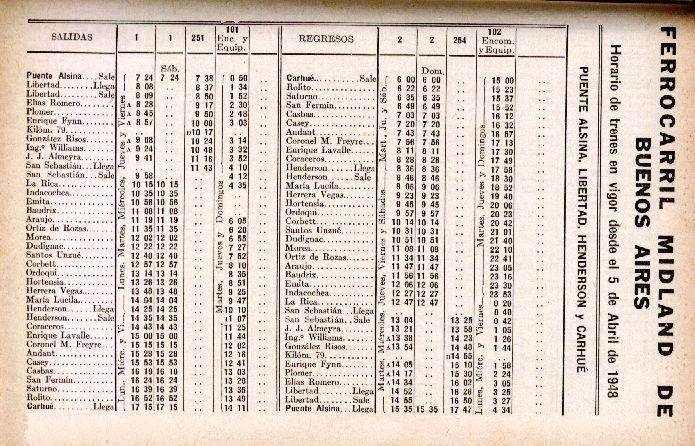
Horarios del Ferrocarril Midland de Puente Alsina a Carhué. Guía Peuser 1948.

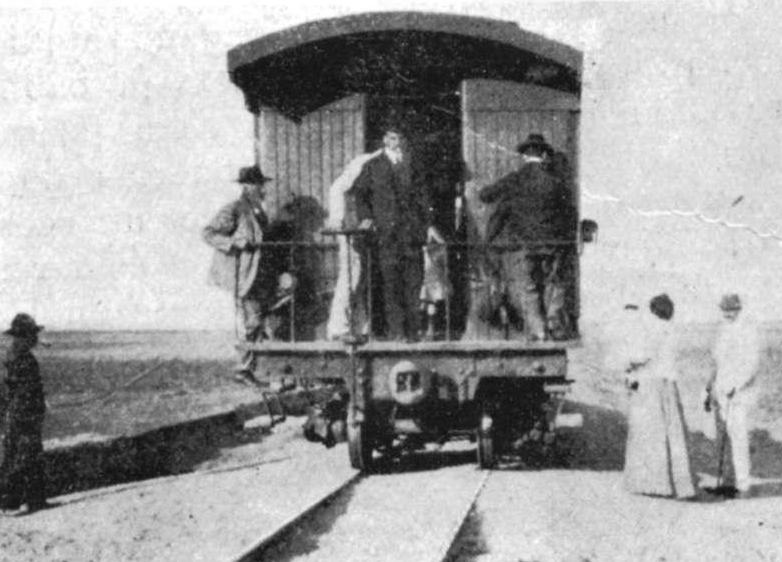
Tren de servicio provisional de pasajeros del Ferrocarril Midland donde luego se emplazaría la Parada Caraza o Fiorito. Febrero de 1908.

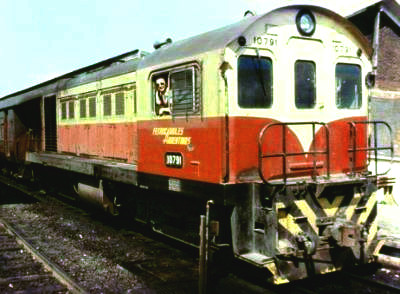
Locomotora Werkspoor DEB número 10791 frecuentemente utilizada para el servicio local entre Puente Alsina y Aldo Bonzi a fines de los 70.

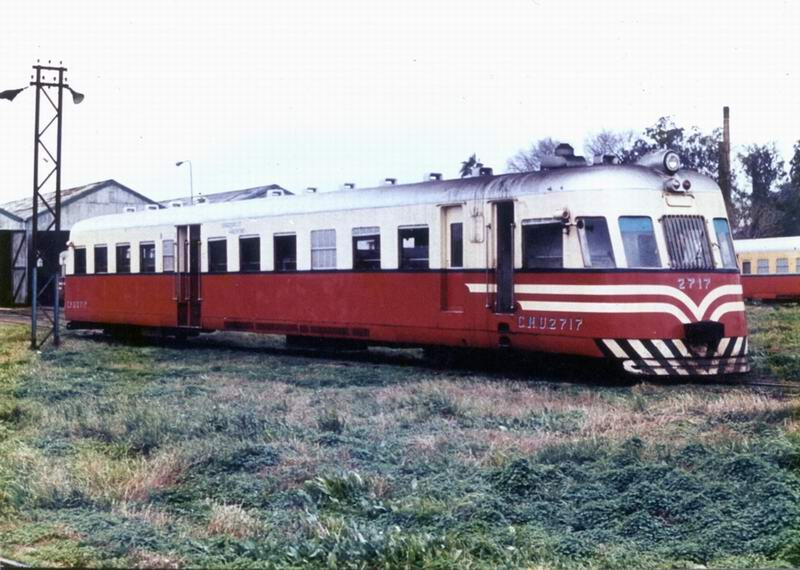
Coche Ganz Tipo C1 en los talleres de Puente Alsina.

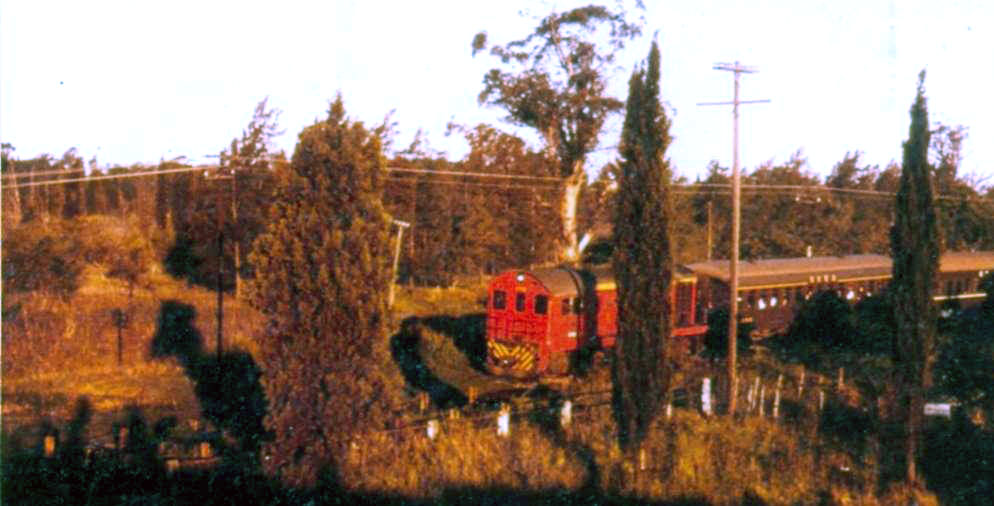
Locomotora Werkspoor N VDEB n.° 10782 con tren local en km 12. Nótese leyenda EFEA en los coches. Marzo 1966.

| Sector urbano (aún activo) |
| -------------------------- |

| Estación              | Actividad | km   | Partido         | Antes | Ahora | Ubicación                                    |
| --------------------- | --------- | ---- | --------------- | ----- | ----- | -------------------------------------------- |
| Puente Alsina         | 1908      | 0,0  | Lanús           |       |       | 34°39′35″S 58°25′00″O / -34.65972, -58.41667 |
| Villa Diamante        | 1908      | 2,7  | Lanús           |       |       | 34°40′58″S 58°25′42″O / -34.68278, -58.42833 |
| Villa Caraza          | 1908      | 4,6  | Lanús           |       |       | 34°41′56″S 58°25′51″O / -34.69889, -58.43083 |
| Villa Fiorito         | 1908      | 6,0  | Lomas de Zamora |       |       | 34°42′00″S 58°27′00″O / -34.70000, -58.45000 |
| Ingeniero Budge       | 1908      | 8,4  | Lomas de Zamora |       |       | 34°43′08″S 58°27′46″O / -34.71889, -58.46278 |
| La Salada (*)         | 1909      | 10,2 | La Matanza      |       |       | 34°43′04″S 58°28′46″O / -34.71778, -58.47944 |
| KM 12                 | 1909      | 12,6 | La Matanza      |       |       | 34°42′36″S 58°30′21″O / -34.71000, -58.50583 |
| Aldo Bonzi            | 1909      | 13,5 | La Matanza      |       |       | 34°42′39″S 58°30′51″O / -34.71083, -58.51417 |
| Sánchez de Mendeville | 1909      | 14,5 | La Matanza      |       |       | 34°42′44″S 58°31′28″O / -34.71222, -58.52444 |
| José Ingenieros       | 1909      | 15,7 | La Matanza      |       |       | 34°42′38″S 58°32′14″O / -34.71056, -58.53722 |
| Justo Villegas        | 1909      | 17,1 | La Matanza      |       |       | 34°42′32″S 58°33′06″O / -34.70889, -58.55167 |
| Isidro Casanova       | 1909      | 20,3 | La Matanza      |       |       | 34°42′17″S 58°35′15″O / -34.70472, -58.58750 |
| Rafael Castillo       | 1909      | 24,0 | La Matanza      |       |       | 34°41′59″S 58°37′35″O / -34.69972, -58.62639 |
| Merlo Gómez           | 1909      | 25,8 | Morón           |       |       | 34°41′49″S 58°38′51″O / -34.69694, -58.64750 |
| Libertad              | 1909      | 29,5 | Merlo           |       |       | 34°41′32″S 58°41′11″O / -34.69222, -58.68639 |
| M. del Belgrano (**)  | 1983      | 34,0 | Merlo           |       |       | 34°42′32″S 58°43′51″O / -34.70889, -58.73083 |

| Sector clausurado a partir de 1977 |
| ---------------------------------- |

| Estación             | Actividad | km    | Partido             | Antes | Ahora | Ubicación                                    |
| -------------------- | --------- | ----- | ------------------- | ----- | ----- | -------------------------------------------- |
| KM 38                | 1909      | 38.0  | Merlo               |       |       | 34°43′28″S 58°46′6″O / -34.72444, -58.76833  |
| Elías Romero         | 1909      | 47.8  | Marcos Paz          |       |       | 34°45′44″S 58°52′1″O / -34.76222, -58.86694  |
| KM 55                | 1909      | 55.0  | Marcos Paz          |       |       | 34°46′54″S 58°57′57″O / -34.78167, -58.96583 |
| Plomer               | 1909      | 63.6  | Las Heras           |       |       | 34°47′41″S 59°1′54″O / -34.79472, -59.03167  |
| KM 68                |           |       | Las Heras           |       |       | 34°48′15″S 59°4′40″O / -34.80417, -59.07778  |
| KM 70                |           |       | Las Heras           |       |       | 34°48′30″S 59°5′55″O / -34.80833, -59.09861  |
| Enrique Fynn         | 1909      | 73.8  | Las Heras           |       |       | 34°49′20″S 59°8′13″O / -34.82222, -59.13694  |
| KM 79                | 1909      | 79.0  | Las Heras           |       |       |                                              |
| González Risos       | 1909      | 82.8  | Navarro             |       |       | 34°51′18″S 59°13′34″O / -34.85500, -59.22611 |
| Ing. Williams        | 1909      | 97.0  | Navarro             |       |       | 34°53′40″S 59°22′21″O / -34.89444, -59.37250 |
| Almeyra              | 1909      | 113.4 | Navarro             |       |       | 34°55′24″S 59°32′32″O / -34.92333, -59.54222 |
| San Sebastián        | 1909      | 128.4 | Chivilcoy           |       |       | 34°56′34″S 59°42′13″O / -34.94278, -59.70361 |
| La Rica              | 1911      | 143.7 | Chivilcoy           |       |       | 34°58′25″S 59°51′52″O / -34.97361, -59.86444 |
| Indacochea           | 1911      | 163.6 | Chivilcoy           |       |       | 35°03′13″S 60°03′21″O / -35.05361, -60.05583 |
| Emita                | 1911      | 184.9 | Alberti             |       |       | 35°09′45″S 60°14′47″O / -35.16250, -60.24639 |
| Baudrix              | 1911      | 195.1 | Alberti             |       |       | 35°14′40″S 60°18′15″O / -35.24444, -60.30417 |
| Araujo               | 1911      | 202.3 | Veinticinco de Mayo |       |       | 35°18′13″S 60°19′37″O / -35.30361, -60.32694 |
| Ortiz de Rozas       | 1911      | 214.5 | Veinticinco de Mayo |       |       | 35°24′00″S 60°22′41″O / -35.40000, -60.37806 |
| Ing. De Madrid (***) | 1911      | 226.3 | Nueve de Julio      |       |       | 35°29′08″S 60°27′23″O / -35.48556, -60.45639 |
| Morea                | 1911      | 238.8 | Nueve de Julio      |       |       | 35°33′19″S 60°33′43″O / -35.55528, -60.56194 |
| Dudignac             | 1911      | 256.0 | Nueve de Julio      |       |       | 35°39′06″S 60°42′27″O / -35.65167, -60.70750 |
| Santos Unzué         | 1911      | 273.3 | Nueve de Julio      |       |       | 35°44′47″S 60°51′38″O / -35.74639, -60.86056 |
| Corbett              | 1911      | 289.8 | Nueve de Julio      |       |       | 35°50′28″S 60°59′51″O / -35.84111, -60.99750 |
| Ordoqui              | 1911      | 305.2 | Carlos Casares      |       |       | 35°53′02″S 61°09′33″O / -35.88389, -61.15917 |
| Hortensia            | 1911      | 315.5 | Carlos Casares      |       |       | 35°55′32″S 61°15′39″O / -35.92556, -61.26083 |
| Herrera Vegas        | 1911      | 338.1 | Hipólito Yrigoyen   |       |       | 36°05′20″S 61°24′42″O / -36.08889, -61.41167 |
| María Lucila         | 1911      | 354.5 | Hipólito Yrigoyen   |       |       | 36°11′31″S 61°32′19″O / -36.19194, -61.53861 |
| Henderson            | 1911      | 374.6 | Hipólito Yrigoyen   |       |       | 36°18′13″S 61°42′53″O / -36.30361, -61.71472 |
| Coraceros            | 1911      | 381.0 | Hipólito Yrigoyen   |       |       | 36°20′15″S 61°46′25″O / -36.33750, -61.77361 |
| Enrique Lavalle      | 1911      | 396.8 | Hipólito Yrigoyen   |       |       | 36°24′34″S 61°56′02″O / -36.40944, -61.93389 |
| Cnel. Freyre         | 1911      | 410.7 | Daireaux            |       |       | 36°29′09″S 62°02′39″O / -36.48583, -62.04417 |
| Andant               | 1911      | 422.5 | Daireaux            |       |       | 36°33′37″S 62°08′15″O / -36.56028, -62.13750 |
| Casey                | 1911      | 446.3 | Guaminí             |       |       | 36°41′10″S 62°21′06″O / -36.68611, -62.35167 |
| Casbas               | 1911      | 462.0 | Guaminí             |       |       | 36°45′34″S 62°30′08″O / -36.75944, -62.50222 |
| San Fermín           | 1911      | 474.5 | Guaminí             |       |       | 36°49′05″S 62°37′15″O / -36.81806, -62.62083 |
| Saturno              | 1911      | 486.4 | Guaminí             |       |       | 36°54′45″S 62°40′54″O / -36.91250, -62.68167 |
| Rolito               | 1911      | 496.9 | Guaminí             |       |       | 37°00′12″S 62°42′36″O / -37.00333, -62.71000 |
| J. V. Cilley         | 1911      | 506.0 | Guaminí             |       |       | 37°05′41″S 62°43′39″O / -37.09472, -62.72750 |
| Carhué               | 1911      | 517.1 | Adolfo Alsina       |       |       | 37°10′48″S 62°44′58″O / -37.18000, -62.74944 |

(*) Estación reubicada en 2014 del otro lado del Río Matanza-Riachuelo.
(**) Para 1977 el ramal solo llegaba hasta Estación Libertad. A medida que barrios como Matera y Rivadavia fueron aumentando su población las autoridades ferroviarias decidieron prolongar el recorrido del tren y se inaugura la estación Marinos del Crucero General Belgrano.
(***) Estación compartida con el Ferrocarril Provincial. Por este motivo la estación constaba con un andén en «forma de triángulo» debido a que los ferrocarriles se cruzaban a nivel en forma oblicua, lo que la convertía en la única estación de trocha angosta del país en tener esta curiosa estructura de andenes.

## Material rodante

### Locomotoras a vapor

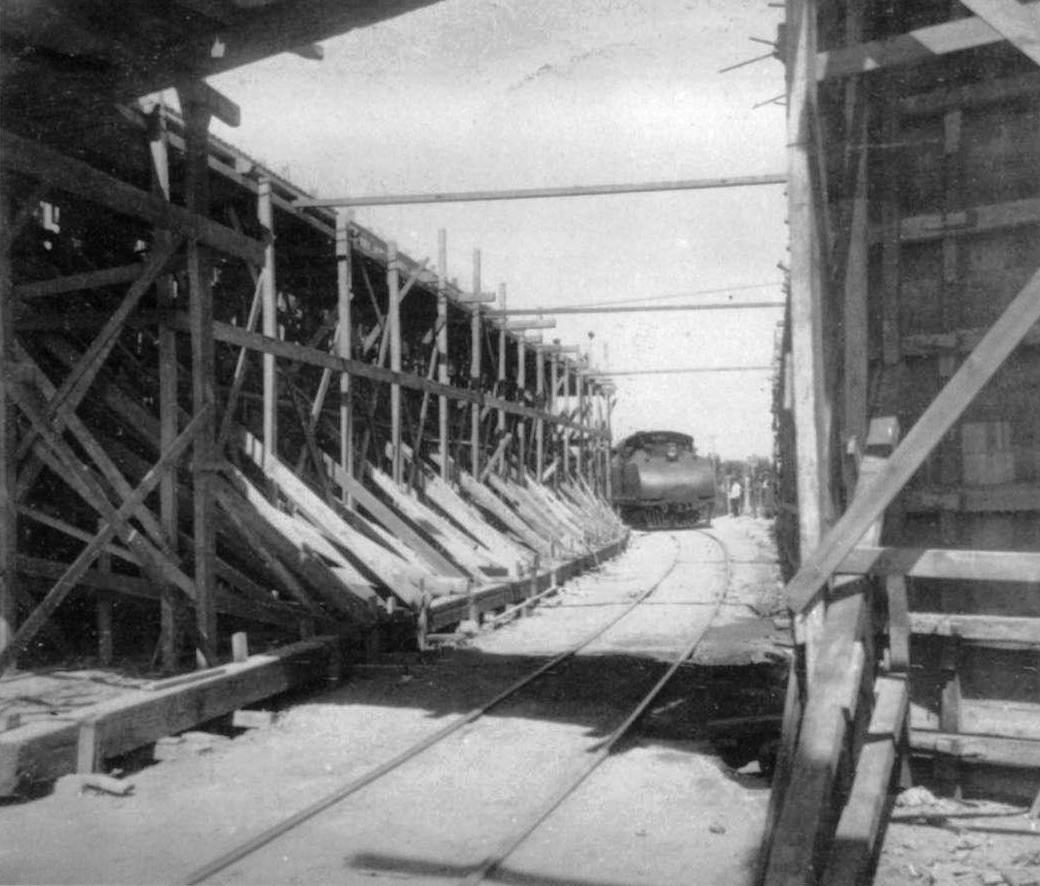
Una Sentinel Cammell, cruzando Puente Alsina, durante su remodelación en los 30.

| Serie | Numeración | Fabricante        | Rodado        | Año       | Foto |
| ----- | ---------- | ----------------- | ------------- | --------- | ---- |
| A     | 1          | Vulcan Iron Works | 0-4-4 T       | 1907      |      |
|       | 2          | Orestein & Koppel | 0-6-0 WT      | 1907      |      |
| B     | 3          | Kerr Stuart       | 0-6-0 T       | 1901      |      |
| C     | 4 y 5      | Kerr Stuart       | 2-6-2 T       | 1907      |      |
| D     | 6 al 9     | Kerr Stuart       | 2-6-2 T       | 1910      |      |
| E     | 11 al 16   | Kerr Stuart       | 4-6-0         | 1908      |      |
| F     | 24 al 27   | North British     | 4-6-0         | 1908      |      |
| F     | 28 al 37   | North British     | 4-6-0         | 1909/1910 |      |
| F     | 38         | Nasmyth Wilson    | 4-6-0         | 1910      |      |
| F     | 39 al 43   | North British     | 4-6-0         | 1910      |      |
| G     | 201 al 205 | Hunslet Engine    | 2-6-4 T       | 1914      |      |
| H     | 101 y 102  | Beyer Peacock     | 4-6-2 + 2-6-4 | 1930      |      |
| J     | 301 y 302  | Sentinel/Cammell  | A1+A2         | 1931      |      |

La primera locomotora fue una Clase A de 21 toneladas con rodado 0-4-4 T de origen estadounidense, cuyo fabricante era la Vulcan Iron Works. La segunda fue una pequeña Orenstein & Koppel 0-6-0 WT, encargada de realizar el viaje inaugural provisorio desde Puente Alsina hasta La Noria; se perdió registro de su destino después de haber sido vendida en 1913, aunque hay datos precisos que aseguran que se encuentra en un museo de Bauru, Brasil. La tercera fue una curiosa 0-6-0 T fabricada por Kerr Stuart en 1901 especialmente «para el Gobierno Argentino», como se menciona en el listado del fabricante. Se desconoce cómo llegó al Midland, pero sí que permaneció allí hasta 1935, cuando fue vendida a una compañía de la ciudad bonaerense de San Pedro donde trabajó hasta su desguace a fines de los años 1960. La cuarta locomotora fue la Clase C 2-6-2 T, también fabricada por Kerr Stuart en 1907, que realizó viajes cortos cuando aún la punta de rieles estaba en expansión, continuando en operación hasta los años 1930.
Una vez inaugurada la totalidad del ramal, se procedió a la incorporación de 6 locomotoras Clase E Kerr Stuart 4-6-0 de distribución Stephenson que prestaron servicio hasta la nacionalización de los ferrocarriles, cuando fueron vendidas. A diferencia de las Clase E, las F tenían distribución Walschaerts, de las cuales el Midland incorporó 20 unidades para utilizarlas para las distintas clases de servicios. Estas fueron locomotoras muy virtuosas por ser rápidas, livianas y con muy buena autonomía. Las F trabajaron sin descanso en el Midland hasta los años 1970, cuando fueron transferidas al ex CGBA al cerrar los Talleres de Libertad, donde se las había mantenido en óptimas condiciones durante muchos años. Las Clase G, fabricadas por Hunslet Engine, con rodado 2-6-4 T, cumplieron servicios de Puente Alsina a Libertad hasta ser reemplazadas por coches motor Birmingham Gardner en 1939, aunque continuaron realizando distintas clases de tareas hasta la década de los 1960.
La clase H y J son realmente curiosas y solo se explica que su compra se debió a fines experimentales. Las H fueron las Garratt 4-6-2 + 2-6-4 fabricadas por Beyer Peacock y eran de una potencia y tamaño muy exagerado para el tráfico que tenía el Midland, siendo alquiladas al Ferrocarril Santa Fe y al Ferrocarril de Antofagasta & Bolivia. La Clase J, las extrañísimas Sentinel/Metropolitan Cammell, prestaron servicio en la vía principal haciendo viajes suburbanos. No tenían una caldera tubular como las tradicionales, sino una tipo A de tubos de agua de pequeñas dimensiones. El vapor generado por la misma movía dos motores de 6 cilindros cada uno acoplados a un eje de cada bogie, motivo por el cual su configuración era A1-1A; cada motor desarrollaba una potencia de 125 HP. El único ejemplar aún existente se encuentra en la estancia Santa Romana, en la provincia de San Luis.
A excepción de algunos reemplazos que hicieron las locomotoras Whitcomb y las Werkspoor, y los coches motor Gardner y luego los Ganz en los servicios suburbanos, el resto de la línea principal utilizó máquinas de vapor hasta el final de sus días. Coches Motor Ganz era el nombre con el cual se conocían a los coches que circulaban en el Ferrocarril Midland, entre Puente Alsina y Carhué. Cuando volvían a Buenos Aires, en Carhué poseían una mesa giratoria sobre la cual giraban.

### Coches motor diésel

#### Los Birmingham-Gardner

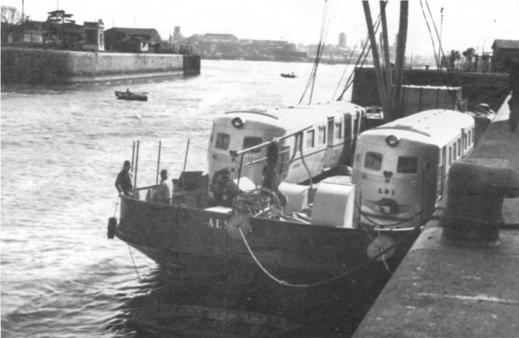
Los dos cuerpos en la barcaza Alsina, esperan ser descargados a las chatas del F.C.S. Muelle Este del Dock Sud, en 1937.

A principios de 1936, y para afrontar la competencia automotor que venían soportando los servicios de pasajeros de corta y media distancia, algunas administraciones inglesas encomiendan a la firma Drewry la construcción de los primeros siete coches motores diésel para el Ferrocarril del Sud (más tarde complementada con cien coches más, noventa y dos de trocha ancha para los FFCC Sud y Oeste y ocho para los de Entre Ríos y Nordeste Argentino). 
Por aquellos años el Ferrocarril Midland tenía un tráfico de pasajeros casi insignificante, lo que lo transformaba en un ferrocarril deficitario en todas sus formas. Esto básicamente era causado por un gran problema: El desarrollo del trazado por zonas rurales cuyos pueblos eran muy pequeños y con muy poco movimiento de pasajeros, a lo que se sumaba la proximidad de los ferrocarriles del Sud, Oeste y el CGBA, lo cual proporcionaba una zona de influencia muy pequeña. Para contrarrestar parte de los problemas, se le encargó a la firma inglesa Birmingham Railway Carriage and Wagon Company la fabricación de diez coches motores articulados, que se equiparían con motores de propulsión Gardner, embragues Vulcan-Sinclair y cajas Wilson.
El coche articulado está formado por dos cuerpos, con dos bogies motores -uno en cada punta- y un bogie central compartido y sin motorización, sobre el que asientan los extremos medios de cada cuerpo Los bogies son todos iguales, construidos en acero soldado, llevan cuatro ruedas de 762 mm de diámetro y poseen suspensión mediante elásticos de espirales y elípticos. En los extremos de cada cuerpo se halla montado sobre el bastidor, y cuidadosamente aislado, un motor diésel Gardner 6LW de cuatro tiempos, seis cilindros de 107,8 mm por 152,4 mm, que desarrolla 102 HP a 1700 RPM, y que va acoplado a las ruedas mediante una transmisión mecánica. El acoplamiento consiste en un embrague hidráulico-centrífugo Vulcan-Smcíair, y una caja de velocidades preselectivas de tipo epicíclico Wilson, fabricada por Daimler, de cuatro relaciones, con control electro-neumático, acoplada mediante un cardán, o eje flexible, a la caja motriz sobre el eje intenordel bogie motor.

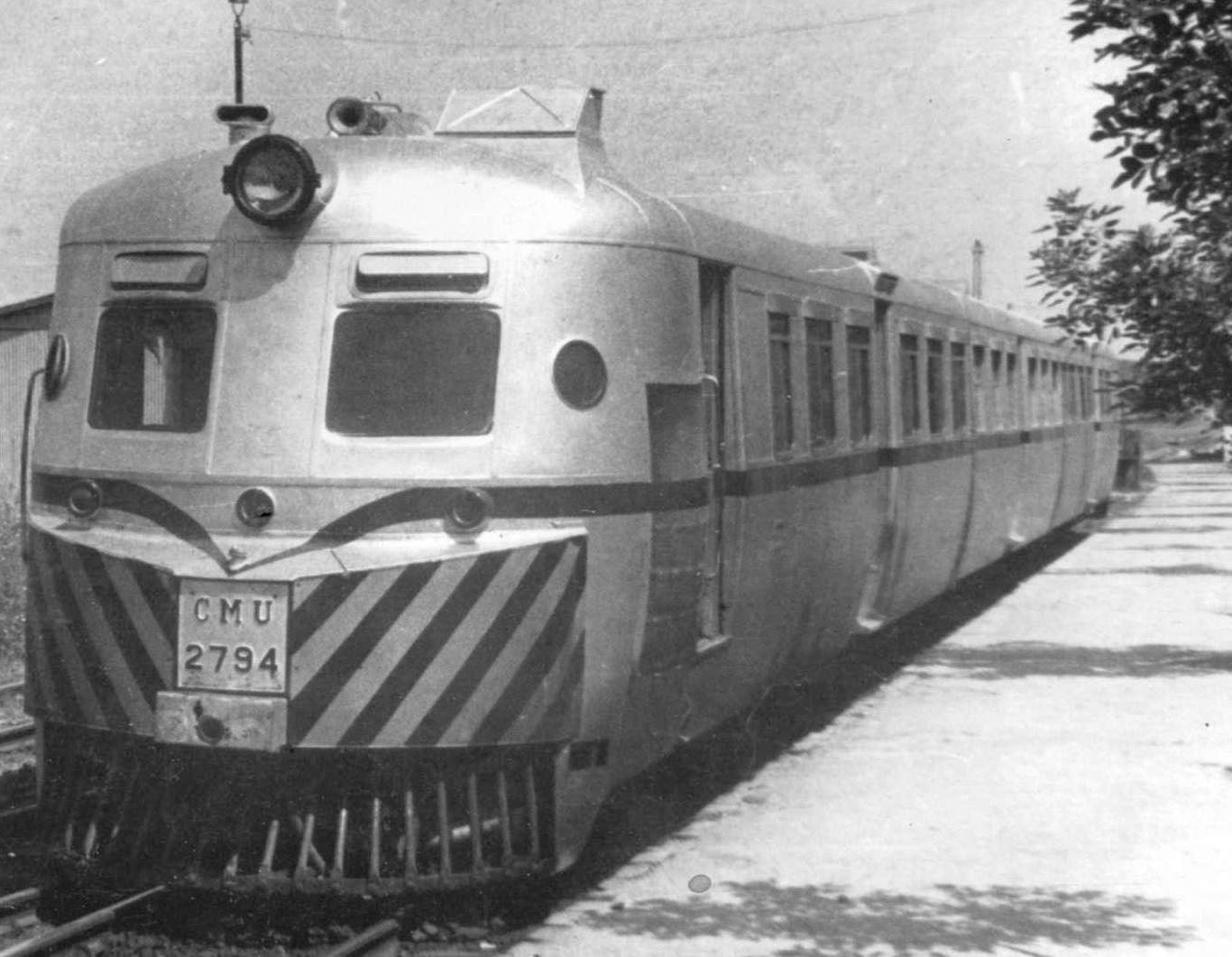
Coche motor CMU 2794 del ex Ferrocarril Midland en la vía 4 de Tapiales, afectado al servicio entre esta estación y Aldo Bonzi, enero de 1966.

Todos los coches pueden ser comandados desde ambos extremos, en cabinas idénticas. La sincronización de las cuatro velocidades de los motores está controlada eléctricamente. Un compresor y un exhaustor se hallan acoplados mediante un sistema de impulsión por correas a uno y otro motor respectivamente. El freno automático funciona al vacío, lo mismo que los areneros, que aplican arena a ambos lados de cada rueda motora.
Las cajas y los bastidores, hechos de acero soldado eléctricamente, son construidos por separado y unidos entre sí mediante remaches. Una capa de amianto aplicada a soplete sobre las caras interiores otorga la aislación termo-acústica a las carrocerías. En la unión entre los dos cuerpos van dos fuelles, uno interior que deja un túnel del tamaño de las puertas, y otro por afuera, que continúa la forma de las paredes exteriores y del techo. Amplias ventanillas, con vidrios que se bajan hasta la mitad mediante máquinas accionadas manualmente con manivelas, extractores de aire ubicados a lo largo de los techos de cada coche, y ventiladores adicionales en los coches de larga distancia, proveen la aireación necesaria. En tanto que la calefacción de cada compartimiento se efectúa mediante radiadores -ubicados debajo de algunos asientos- de agua caliente que se obtiene del sistema de enfriamiento de los motores. El interior de cada compartimiento es de diseño sobrio y atrayente, con confortables asientos de clase única o de primera y segunda clase, según el caso, y con pisos de acero corrugado con una capa de corcho cubierta con una alfombra de goma. Los coches pueden alcanzar una velocidad máxima de 88,5 KPH, miden en total 26,898 metros de largo, 2,743 de ancho, y 3,227 de alto.

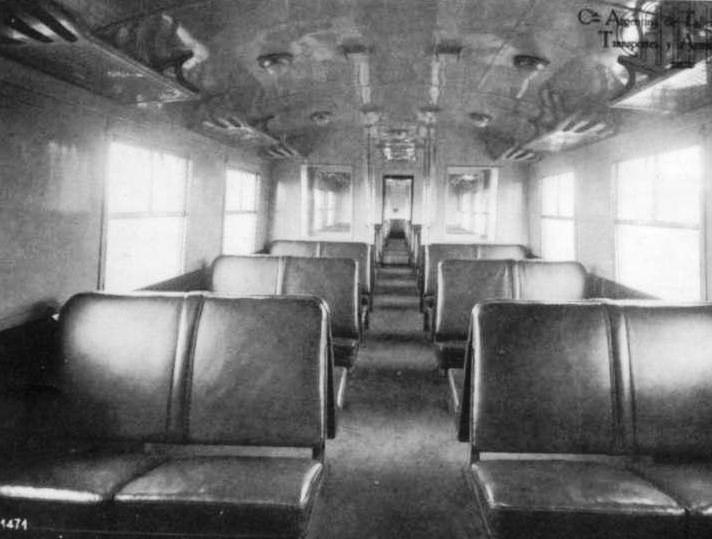
Interior del coche intermedio LD1 fabricado por C.A.T.I.T.A. (1941).

Existen tres variantes: para el servicio local de pasajeros, de los que se proveen cuatro juegos, para el transporte de pasajeros de larga distancia, de los que se construyen cuatro; y para el tráfico de encomiendas, al que son destinados los últimos dos.
Los coches para el servicio local o tipo LD (servicio Local, propulsión diésel) tienen 90 asientos fijos de clase única, de material imitación cuero de color marrón, distribuidos en cuatro salones que están pintados de marrón y crema, con pisos de goma marrón. Cuentan, asimismo, con un furgón para equipajes con compartimiento postal, revestidos de madera teca barnizada, con piso de madera machihembrada con listones antideslizantes; y un lavatorio. Pesan, en orden de marcha, 26,7 toneladas y, con el pasaje y los furgones completos, 34,4 toneladas.
Los coches para larga distancia o AD (servicios hacia Afuera, diésel) tienen un salón de primera clase, pintado de azul y crema, con piso de goma azul, con 32 asientos fijos de cuero de búfalo pintado azul; y un salón de segunda clase, pintado de marrón y crema, con piso de goma marrón, con 40 asientos fijos de material imitación cuero de color marrón. Además llevan un furgón para equipajes con compartimiento postal, con iguales características que los del servicio local, dos lavatorios y bufé, que permite proveer al pasaje de comidas a la minuta, para lo cual existen mesitas portátiles que se pueden ajustar a las paredes de los compartimientos, entre cada juego de asientos. El bufé posee cocina, heladeras, y máquinas para preparar café y té, que funcionan, todas, por medio de electricidad proporcionada por dos generadores impulsados por un eje del bogie portante. El peso total del coche vacío es de 29,2 toneladas y completo de 35,5 toneladas.
Los coches para encomiendas o ED (Encomiendas, diésel) cuentan con un cuerpo ventilado mediante persianas metálicas, con piso de madera machihembrada, preparado para llevar animales de corral; y otro cuerpo totalmente cerrado, con igual piso pero con listones antideslizantes, para el transporte de encomiendas y cargas livianas, más un compartimiento para el guarda.
El interior de ambos está pintado de forma que imita a la teca barnizada de los furgones de los coches de pasajeros. Vacíos pesan 24,2 toneladas, y con su carga máxima totalizan 44,51 toneladas.
A mediados de 1937 llegaron a Dock Sud los primeros coches para ser trasladados a Puente Alsina, pero luego de las primeras pruebas comenzaron los problemas, dado que los fabricantes desconocían absolutamente las condiciones climáticas y de suelo donde los mismos prestarían servicio. Entre 1937 y 1938 se los sometió a rigurosas pruebas para la detección y reparación de defectos e incluso se les incorporó un cuerpo intermedio remolcado para aumentar la capacidad, fabricado por la firma argentina C.A.T.I.T.A.

#### Comienzo del servicio
Por fin, y luego de superar todos los inconvenientes mencionados, el 1 de enero de 1939, en un hecho que convierte al F.C. Midland en pionero, el servicio de coches motores diésel reemplaza a la modalidad de la tracción a vapor en todos los trenes de la sección local entre Puente Alsina y Libertad, mediante el uso de los coches LD1 a LD4, de los cuales tres trabajan en forma activa, y uno queda en reserva.
Mientras tanto, a los coches AD y ED les toca mejor suerte, pues antes de hacerlos rodar se les practican todas las reformas que la experimentación de sus compañeros, ahora en servicio, ha dejado como recomendación
Luego de efectuar viajes de prueba, realizarse algunos ajustes, y determinar los horarios de corrida, los AD y ED son puestos en servicio a partir del 1 de julio de 1939.
Con partida, en todos los casos, desde Puente Alsina, los coches AD1 y AD2 son afectados al servicio a Carhué, con uno activo y otro de reserva. Los coches AD3 y AD4 a Henderson, con uno activo y otro de reserva. El Coche ED1 al servicio de encomiendas a Carhué, y el ED2 al mismo servicio hasta Henderson.
Un hecho destacable, que influye decididamente en la preferencia de los usuarios, es la mejora en los tiempos de viaje a Carhué. En 1938 los trenes del FCS tardaban 14 h; los del FCO 13 h, y los del Midland 14'/2 h. Pero con la implantación de coches motores diésel, el Midland ofrece servicios con un tiempo de viaje de solo 8 h.

#### Comienza la declinación
El 13 de febrero de 1947, durante el gobierno de Juan Domingo Perón,  se firmó el acta de compra (Convenio Miranda-Eddy) de los ferrocarriles de propiedad británica, entre ellos el Ferrocarril Midland de Buenos Aires, que era propiedad del Ferrocarril del Sud y del Ferrocarril Oeste de Buenos Aires, pagándose 1 878 595 libras esterlinas divididas en mitades para cada una de las compañías propietarias. Por decreto nacional n.º 5789/48 de 28 de febrero de 1948 se dispuso que el 1 de marzo de 1948 el Gobierno argentino tomara formal posesión de los ferrocarriles británicos.
El aumento en la demanda, provocado por el crecimiento demográfico en el conurbano bonaerense, al mismo tiempo de la nacionalización ferroviaria, obliga a agregar más servicios. Pero los vehículos son siempre los mismos, en cantidad y son cada vez más viejos, dado que los ramales G (ex-Compañía General de Ferrocarriles en la Provincia de Buenos Aires), M (Midland) y P (ex-Ferrocarril Provincial de Buenos Aires), las del sur de provincia de Buenos Aires, siempre han sido las «secundarias» del Belgrano, que jamás se tuvieron en cuenta cuando algún nuevo material rodante pisaba el país, 
y han recibido en cambio toda la «chatarra» que su hermana mayor ex-Ferrocarril Central Córdoba le ha dejado en herencia.

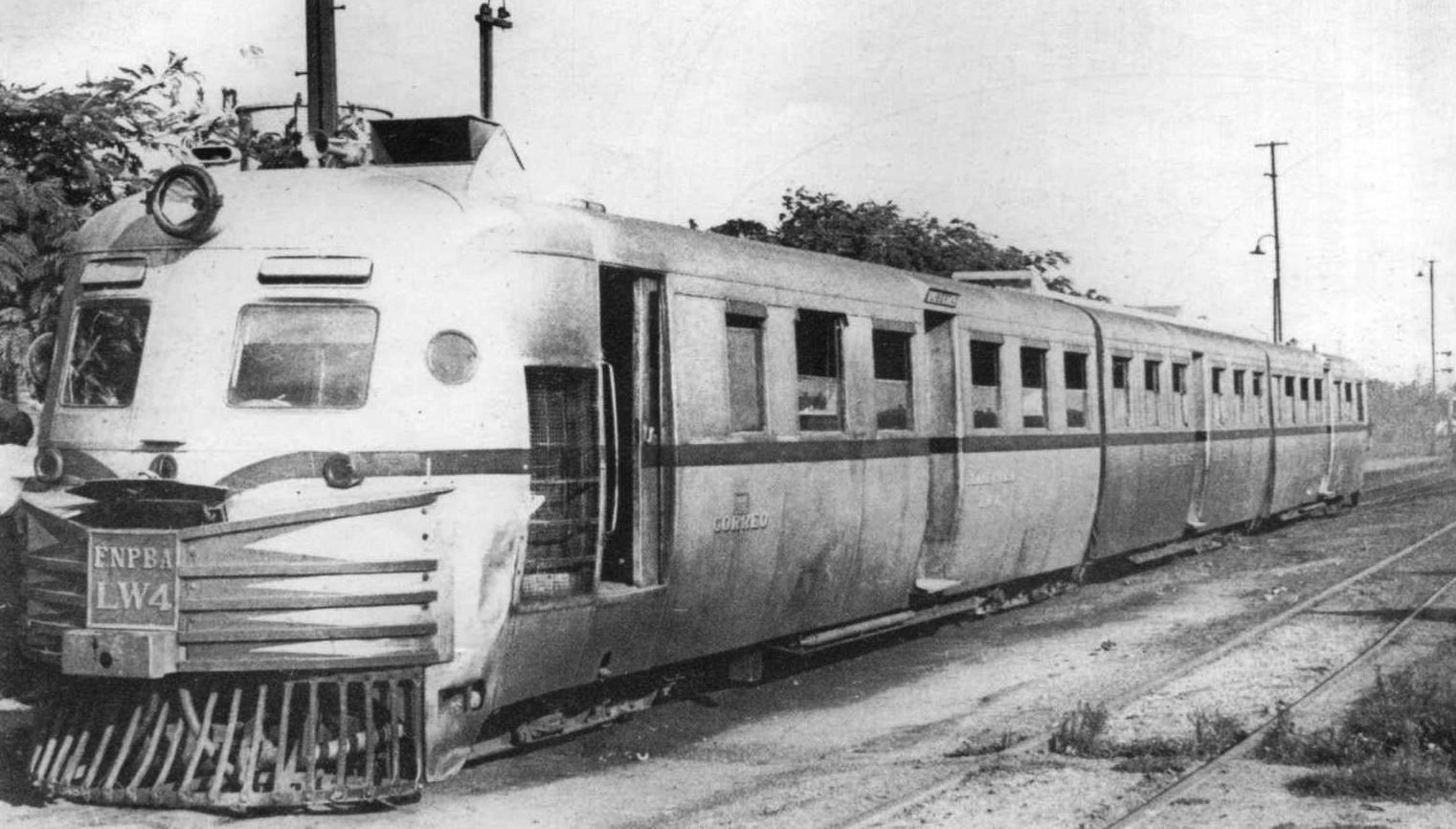
Coche Birmingham en Tapiales, procedente de Libertad (1957).

Para saldar la necesidad de aumentar la cantidad de servicios con la imposibilidad de ampliar el parque, se procede a sobreutilizar el material rodante, recargando las horas de prestación, y se disminuyen las que deben destinarse a mantenimiento y reparación. Esto tiene consecuencias nefastas.
Entre el 1 de enero de 1954 y el 6 de octubre de 1957, la línea M integra el Ferrocarril Nacional Provincia de Buenos Aires. En este periodo se hace más crítica la situación del material rodante debido a que la capacidad de los talleres es ampliamente superada por el volumen de trabajo que deben efectuar. El 7 de julio de 1953 se incendia el coche local L.W.1. Poco después, el 26 de enero de 1956, el A.W.4, coche de larga distancia afectado en ese momento al servicio local, se incendia también, en la estación Caraza.
Más tarde, el 24 de junio de 1960, el A.W.2 tiene un choque en el «km 150», cerca de La Rica, que inutiliza dos de sus tres cuerpos. Por último, el 5 de abril de 1961, el A.W.1 se incendia parcialmente en el «km 365», cerca de Henderson. Todas estas bajas hacen que, desde comienzos de la década de los 1960, sean sustituidos en algunos servicios por trenes remolcados en la zona local, y por coches motores Ganz en los trenes a Carhué.

#### El final de los Birmingham

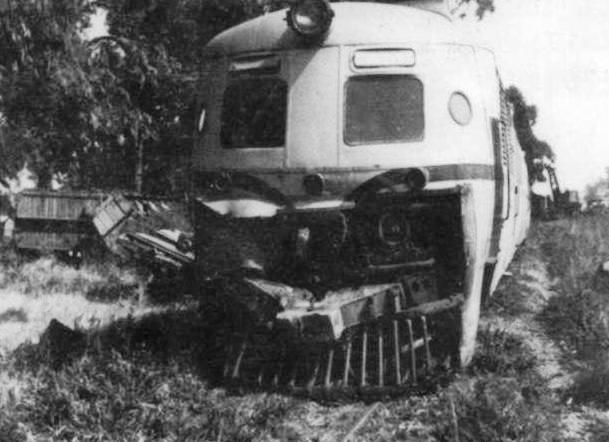
Coche Birmingham Gardner CMF 2790 raleado en los talleres de La Plata, 1967.

Los coches L.W.1 y A.W.4 son declarados radiados del servicio por resolución del 24 de febrero de 1961, y pocos años después, desguasados.
Al promediar los años sesenta solo permanecen en funcionamiento los coches CMU 2794 y CMU 2795 (ex L.W.3 y L.W.4), y el CMU 2797(ex A.W.2), recuperado con partes propias y del ex A.W.1.
Lo que queda del A.W.1 es radiado el 28 de enero de 1966, y posteriormente desguazado.
Los Gardner locales terminan en el tramo de Tapiales a Aldo Bonzi en 1967, cuando se los reemplaza definitivamente por un tren remolcado, constituido en los primeros años por un solo coche arrastrado por una locomotora de vapor.
El último Gardner de larga distancia, el CMU 2797, efectúa su última corrida el 9 de julio de 1969, con regreso desde Carhué al día siguiente.
Los siete últimos coches son concentrados en los talleres de Libertad y La Plata. Por resolución del 7 de mayo de 1971 se los radia del servicio, y son desguazados a mediados de 1972.
Solo sobrevive de los Gardner, por algunos años más, un bogie, que es utilizado en el depósito de Puente Alsina como vagoneta, para transportar sobre ella a los motores Ganz, desde un sector a otro del depósito.

#### Los Ganz
| Tipo Local |
| ---------- |

| Serie | Cantidad | Año  | Nº Original | Nº F.A.        | Foto |
| ----- | -------- | ---- | ----------- | -------------- | ---- |
| A     | 3        | 1936 | CM 101-103  | CMU 2725-2727  |      |
| B     | 9        | 1936 | CM 201-209  | CMU 2707-2715  |      |
| C1    | 4        | 1936 | CM 301-304  | CMU 2716-17-28 |      |
| C3    | 10       | 1938 | CM 340-349  | CMU 2739-2748  |      |
| C4    | 11       | 1938 | CM 314-324  | CMU 2749-2758  |      |
| K     | 10       | 1938 | CM 440-449  | CMU 2759-2767  |      |
| E     | 6        | 1936 | CM 501-506  | CMU 2733-2738  |      |

| Tipo Catamarca (triple general) |
| ------------------------------- |

| Serie | Cantidad | Año  | Nº Original | Nº F.A.       | Foto |
| ----- | -------- | ---- | ----------- | ------------- | ---- |
| TC    | 4        | 1938 | CM 121-124  | CMU 2772-2775 |      |
| TCa   | 4        | 1938 | CM 131-134  | CMU 2776-2779 |      |
| aTC   | 4        | 1938 | CA 11-14    | CAU 701-704   |      |

| Tipo Local (servicio suburbano) |
| ------------------------------- |

| Serie | Cantidad | Año  | Nº Original | Nº F.A.       | Foto |
| ----- | -------- | ---- | ----------- | ------------- | ---- |
| TL    | 5        | 1939 | CM 370-374  | CMU 2780-2784 |      |
| TLa   | 5        | 1939 | CM 375-379  | CMU 2785-2789 |      |
| aTL   | 5        | 1939 | CA 20-24    | CAU 705-709   |      |

Los Ganz de trocha angosta fueron llegando a Puente Alsina a fines de la década de los 60 y principios de la de los 70, vinieron de los ramales del norte donde estuvieron en servicio, algunos desde 1936 y otros desde 1939. Entre estos había varios tipos, algunos aptos para servicio local hasta Libertad y otros para larga distancia que corrían hacia Carhué con cabecera en la estación Buenos Aires de la ex CGBA.
TC: Tipo Catamarca
Eran 4 formaciones de características similares a los «Tipo Bariloche», pero en vez de ser para trocha ancha serían para la trocha angosta del Ferrocarril Central Norte Argentino, luego Ferrocarril General Belgrano; los mismos poseían compartimentos, salón y bufé, fueron fabricados en 1938 y son puestos en servicio en abril del año 1939. 
Principalmente se los afectó a los servicios en los Ramales Córdoba-Catamarca y Córdoba-Santa Fe hasta mediados de la década de los 60, en que son transferidos a Buenos Aires para efectuar servicios en el ya Ferrocarril General Belgrano ramal Puente Alsina - Carhué y Buenos Aires - Patricios, siendo su Taller último de reparaciones en Puente Alsina. Estos coches estuvieron en servicio activo hasta 1977 en que se suprimen los servicios a Carhué, donde estos coches fueron los últimos servicios prestados con trenes que tuvieron compartimientos para seis personas cada uno.
Una vez separados del servicio fueron llevados a los Talleres de San Cristóbal, donde algunos terminaron sus días radiados allí y otros en las playas de Gobernador Vera (Provincia de Santa Fe) y Charadai en las Provincia de Chaco.
Tipo C3
Se constituían en diez coches de uso suburbano, con capacidad para 84 pasajeros. Tenían una interconexión para poder ser usados acoplados a una unidad tipo C4 o K. 
Estos comenzaron sus operaciones en octubre de 1938 en el Ferrocarril Central Norte y luego en el Ferrocarril General Belgrano donde son renumerados, siendo radiados en septiembre de 1978. El último coche, el 2748 se encuentra en los Talleres San Cristóbal a esperas de ser entregado a la Asociación Ferromodelista Amigos del Ferrocarril de Rafaela a quien le será entregado para su resguardo y restauración.
Tipo C4
Habían sido construidas 18 unidades suburbanas de este tipo, con doble comando y capacidad para 82 pasajeros, sin embargo , a causa de la Segunda Guerra Mundial, las últimas tres unidades no pudieron ser embarcadas y quedaron en Hungría, donde fueron adaptadas para circular en aquel país.
Los quince coches que llegaron a Argentina operaron solos o acoplados a los C3 y K. Los mismos son puestos en servicio en marzo de 1938, y desafectados de servicio en septiembre de 1978 después de 40 años de servicio.
Tipo H
Eran cuatro coches para líneas de media distancia, con capacidad para 64 pasajeros. Tenían un amplio furgón, una cocina y comando en un solo extremo.
Son puestos en servicio en el FCCN en febrero de 1939 y radiados en diciembre de 1977.
Tipo K
Constaba de 10 coches para corta y mediana distancia, estaban equipados con 64 asientos, furgón y cocina. Se los utilizó la mayor parte de las veces acoplados a las series C3 y C4. Los mismos fueron puestos en servicio en noviembre de 1938 en el FCCN. Hacia 1970 se incorporaron al Belgrano Sur con trenes a Carhué y Patricios) hasta que fueron radiados en septiembre de 1978.

### Clausura y Desmantelamiento del Midland
Después del derrocamiento de Arturo Frondizi, en marzo de 1962, el país ingresa en un período de inestabilidad política pero en la que no se producen cambios en la estructura de la red. Dadas las duras experiencias de la reciente huelga de 42 días, nadie quería promover medidas conflictivas en un marco de debilidad institucional. Así se sucedieron los gobiernos de José María Guido y de Arturo Illia hasta 1966, cuando otro golpe militar provocó la caída de este último en junio de ese año, y después de la reorganización ministerial consiguiente, los ferrocarriles fueron intervenidos como medida de transición.
El nuevo gobierno de facto liderado por Juan Carlos Onganía daba una imagen de aparente solidez, y se prometía a sí mismo un largo lapso en el poder con el eslogan “el gobierno no tiene plazos sino objetivos”. Por ello a partir de los primeros días de 1967, cuando la empresa Ferrocarriles Argentinos fue entregada a un equipo militar, este comenzara a encarar planes de mediano y largo plazo.

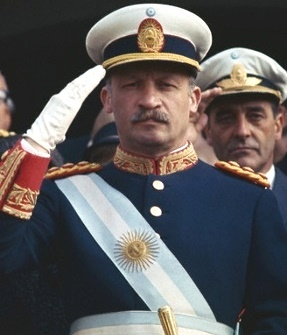
La dictadura de Juan Carlos Onganía promovió planes de mediano y largo plazo para racionalizar Ferrocarriles Argentinos

Además de los problemas del déficit, la ineficiencia y la obsolescencia, también se decidió afrontar el redimensionamiento de la red. Se creó incluso, en el nuevo régimen orgánico funcional que se dio la empresa, un Departamento Dimensionamiento y Estructura.
Este comenzó a analizar qué parte de la red era verdaderamente productiva y qué soluciones podían dársele al conjunto. Para ello se formuló una metodología, comenzando por desarrollar un nuevo modelo matemático, en el cual se tomó una serie de valores básicos: resultado de la explotación (ingresos, gastos, déficit); carga neta despachada, recibida y circulada, producido por kilómetro; personal por sector (Vía y Obras, Tráfico, Conducción), déficit por kilómetro, etc. Estos parámetros se aplicaron después de dividir en sectores, a fin de clasificar los cálculos provenientes en forma individual de cada estación. El Ferrocarril General Belgrano en particular fue compartimentado en 245 sectores, de los que al Midland le correspondieron cinco, lo cual lo introduce en un problema.
Este marco teórico, así como sus resultados generales, pueden leerse en una voluminosa obra publicada a principios de 1971: el Plan de mediano plazo, seis gruesos tomos en los que, como se deduce del título, se exponía la prospectiva de la empresa Ferrocarriles Argentinos para el periodo 1971 a 1975. Ahora bien, cuando se muestran los resultados de esta investigación en planillas y esquemas gráficos, vemos que los cinco tramos en que se subdividió el Midland van de Intercambio Midland a Puente Alsina y de esta a Libertad para la zona local, mientras que en la vía general se tomó de Libertad a Henderson y de esta a Carhué, con un último breve tramo a Intercambio Carhué. Del análisis de la gran planilla 245 líneas con 46 columnas, cuyos resultados se han volcado en los esquemas de la red, resulta que entre Libertad y Carhué, los dos sectores que comprendía mostraban los resultados diferentes en aquellos puntos fundamentales: actividad media por kilómetro y producido medio por kilómetro. 
En ambos, el primer tramo era inferior al segundo aproximadamente en dos tercios, o sea que el sector entre Libertad y Henderson era aquel donde la diferencia entre ingresos y gastos, era deficitaria.
Consecuentemente con los resultados obtenidos, se elaboró un cuadro en el que aparecían los ramales "a racionalizar "comercialmente no convenientes". Y sin embargo en este el Midland se halla dividido en un tramo de 114 kilómetros "comercialmente conveniente" entre Plomer e Indacochea, y de 339 km entre Emita y Carhué “a racionalizar". Por qué si en las planillas que grafican los resultados del estudio el sector más deficitario se halla entre Libertad y Henderson (345 kilómetros), ahora la posible clausura se ha reducido a un nuevo tramo entre Plomer e Indacochea, es algo que no se explica. Por otra parte, son extrañas las distancias kilométricas que proporciona este Plan mediano plazo, ya que si tomamos cualquier itinerario de la empresa veremos que Plomer se encuentra en el kilómetro 63.6 e Indacochea el 163.6, diferencia exacta de 100 kilómetros ¿De dónde salen aquellos 114 kilómetros?. También son 332,2 los kilómetros reales entre Emita y Carhué, contra los 339 que nos da el Plan. Más todavía, todos estos datos se hallan en el tomo IV, capítulo 10. pero en el tomo siguiente, capítulo 11, donde se presenta el resumen de todo el plan, reaparece el listado de ramales, si bien con otra diagramación mucho más amplia y detallada, algo curioso por ser un resumen, en la cual se ha operado una transformación: ahora es Plomer-kilómetro 175.5, repitiendo los 114 kilómetros. Quizás este último dato encontremos la explicación en las diferencias: pues resulta que en 1968 se llevó a cabo una serie de estudios a detallar sobre las líneas y ramales titulados “comercialmente no convenientes y a racionalizar", entre ellos el Midland, desde luego. Lo curioso que dicho estudio se dividió en dos sectores Plomer-kilómetro 175,5 y Emita y Carhué, y la división lo era en tal grado que hasta sus resultados se presentaron en carpetas separadas; ¿por qué se tomó ese punto de la progresiva kilométrica, que se halla entre Indacochea y Emita, a 12 kilómetros al oeste de la primera y 9 al este de la segunda?, así como ¿por qué para segundo tramo se parte de Emita en vez de hacerlo coincidir en el kilómetro 175,5?, es algo que en ningún momento se explicó, ni en uno ni en otro de ambos informes. Tan solo se deduce las páginas finales del primero de ellos si los tomamos en orden topográfico, el que abarca el sector Plomer-kilómetro 175,5.
Después de un detallado análisis que incluye relevamiento físico del tramo, los servicios que lo recorren, su actividad comercial y relevamiento del personal afectado, se hace balance económico, del cual sale una suma deficitaria con coeficiente de explotación de 2,71. Peor aún, la actividad preponderante de dos trenes diarios en cada dirección consistía en el transporte de encomiendas, leche y crema. Rubro de explotación totalmente negativa. Y si se analizaba Incluso el producido directamente en el tramo, se observaba que solo el 27% de sus ingresos provenían de él, en otras palabras, el 72% provenía de la circulación de cargas y pasteros provenientes del tramo Emita-Carhué.
Y en el penúltimo rubro, titulado "Propuestas", aparece lo que podría ser la explicación de por qué se tomó ese dichoso kilómetro 175,5 para subdividir el estudio del Ferrocarril Midland.
Es que allí se encuentra el cruce con aquella línea que motivara tantos conflictos al momento de la creación de la línea: la Compañía General de Ferrocarriles en la Provincia de Buenos Aires. Claro que dicho cruce no se producía a nivel, sino que se hacía por medio de un puente. Y como no había contacto entre ambas líneas, perdido como punto 7° de las "Propuestas" se dice que "el Ferrocarril General Belgrano deberá construir un empalme entre la línea Midland y la G4 desviándose el tráfico de la línea Emita-Carhué por la vía G4 (Villars-Patricios)". Claro que esto implicaba que los trenes provenientes de Carhué ya no podían alcanzar su terminal de Puente Alsina, pues debían concluir en la similar del Compañía General de Buenos Aires, la Estación Buenos Aires, por ello el punto 8° agregaba que "a fin de comunicar el ramal con su cabecera por razones operativas y de carga, se deberá construir el tercer riel entre la estación Buenos Aires y ex Intercambio Midland aprovechando las vías de trocha ancha que cruzan el Riachuelo por el puente de Ingeniero Brian. Esta construcción sería complementaria de la que ya se está realizando entre ex Intercambio Midland y el puerto de Buenos Aires"
En el segundo estudio Emita-Carhué, donde se sigue el mismo orden y rubros de análisis, no hay, sin embargo, la menor referencia a la construcción de un empalme, lo que no deja de ser paradójico, pues en el anterior tramo se proponía su clausura, vista su desfavorable ecuación económica Es obvio, entonces, que si este otro continuaba en actividad después de ser racionalizado, tal como surgía de las "Propuestas", su existencia estaba condicionada a la construcción de un empalme que lo ligara con el Compañía General, caso contrario no habría podido sobrevivir. Sin embargo, nada se dice aquí al respecto. A lo sumo, en un cuadro en que se detallan todas las estaciones comenzando con Emita y terminando con Carhué, con su población, ubicación jurisdiccional y distancia entre cada una, una de las columnas se titula "Distancia al empalme". SI la primera de ellas, Emita, se halla a siete kilómetros de dicho empalme, es obvio que se refiere a la distancia con el cruce de la Compañía General de Ferrocarriles, donde, como dijimos, no había ningún empalme sino un cruce a diferente nivel. Es obvio, entonces, aunque no ha llegado hasta nosotros, que debió existir un estudio previo, aparte de la breve referencia en las citadas "Propuestas", acerca de la conveniencia de unir este tramo Emita-Carhué con la Compañía General, a resultas de la cual todo el movimiento de estos 339 km - ahora sí el kilometraje da - sobrevivientes del Midland, iría a parar a la estación Buenos Aires. Impensada solución para el Ingreso de esta línea a la Capital Federal por la que tanto bregaron sus impulsores a principios de siglo.
Aunque esto aclararía la cuestión de por qué se tomó ese Kilómetro 175,5 en este estudio de 1968, lo lógico habría sido explicitarlo en las "Generalidades" del mismo, ya que así no podemos saber si aquel surgió del análisis que se hizo de la línea en conjunto, o se partió del supuesto de que, dado ese cruce y la cercanía de ambas líneas de trocha angosta, podría canalizarse el tráfico por una sola Por cierto, si entramos en comparaciones, veremos que mientras este tramo Plomer-kilómetro 179,5 fue declarado "comercialmente no conveniente", al cercano sector del Compañía General de Buenos Aires Plomer-Patricios, de resultados económicos similares, se lo titula solo como "a racionalizar" Tampoco hay una explicación de por qué, si ya en 1968 se había tomado el criterio de dividir la vía principal del Midland en esa forma, en el Plan de mediano plazo se lo presentó en la forma señalada. Vale aclarar que éstos no son meros detalles menores, pues, se dirá, en cualquier caso la línea acabó clausurándose en conjunto, sino que, precisamente, tales diferencias tuvieron su importancia a la hora de la clausura en tal grado que cuando esta ya estaba decidida debió darse marcha atrás hasta aclarar la cuestión.
En cuanto a los ramales “comercialmente no convenientes” solo lo significaba en el sentido económico. Es decir que Ferrocarriles Argentinos ponía en conocimiento del Poder Ejecutivo la situación evaluada y dejaba en manos del gobierno nacional, determinar qué era lo más conveniente para el país analizando todos los factores. Desde el vamos, algunos de esos ramales antieconómicos fueron trazados con fines estratégicos, sociales o de fomento regional. Jamás se podría exigírseles rentabilidad ya que, desde el primer momento, no fueron construidos con ese fin. Por ello, el gobierno debía estudiar cada situación y ver si el ramal en cuestión era de interés para algún ente estatal que persiguiera algunos de los fines enunciados, fuera nacional o provincial e incluso privado. Si esto era así, el interesado deberla asumir la operatoria, o bien sería Ferrocarriles Argentinos quien lo haría traspasándole el déficit. Desde luego, este es solo el marco teórico, ya que en la realidad, aunque se cumplieron estos pasos y algunos de los diversos entes mostraban deseos de que el ramal continuara funcionando, nunca se concretaba el apoyo económico, por lo que finalmente venía la clausura. Así comenzaron los hechos que llevaron a la desaparición del Ferrocarril Midland, si bien no siguieran un desarrollo de manera tan lineal. 
En principio el jefe de la Comisión Estudio de la Red elevó el resultado del estudio técnico-económico en el cual se proponía la clausura y desmantelamiento del tramo Plomer-Kilómetro 175,5, visto su elevado déficit, "situación en parte provocada por su paralelismo con la línea que va desde Villars a Achupallas y por su mal estado de conservación, no pudiendo circular las locomotoras diésel eléctricas". Junto con esta nota, fechada el 13 de septiembre de 1968, enviaba cinco ejemplares del informe para su revisión a las diferentes áreas del gobierno que debían evaluarlo, según el mecanismo descripto. Desde luego, ni la misma empresa, Ferrocarriles Argentinos, ni el Consejo Nacional de Desarrollo ni el Consejo Nacional de Seguridad ni el gobierno de la provincia de Buenos Aires formularon objeciones a la decisión a adoptar ("tanto la provincia como las comunas involucradas o las entidades interesadas carecen de posibilidades para enjugar el déficit de explotación consignado", decía el último de los nombrados) Tan solo la Secretaría de Transporte demoró la respuesta, hizo consultas internas (la Dirección Nacional de Transportes Terrestres) y finalmente, a requerimiento efectuado en abril de 1969 acerca de emitir una resolución al respecto, contestó, efectuando algunas observaciones sobre lo propuesto y solicitando, entre otros puntos, una actualización del estudio "a fin de arribar a una conclusión definitiva". Así se hizo y así se fue el resto de ese año. Ya a estas alturas la cuestión había tomado estado público, prueba de lo cual existe esta nota aparecida el 20 de enero de 1969 en "Esnea" (Periódico dedicado a la producción e industria lechera y ganadera), "Es posible la supresión de una importante línea ferroviaria: Sin confirmación oficial por el momento las autoridades del FCGB estarían por proceder a la clausura de la línea Puente Alsina - Carhué (...) Durante muchos años y hasta la actualidad la citada línea trasporta un gran caudal de leche, ya que toca importantes zonas tamberas como ser Elías Romero, Plomer, Enrique Fynn, González Risos, San Sebastián..." 
El interés de este medio en un tema ferroviario radicaba, como se puede leer y ya suponíamos, en que el Midland atravesaba una importante cuenca lechera que debía servirse obligadamente de esta vía para evacuar su producción. La nota, más que nada, es interesante para nosotros pues aparte de testimoniar la difusión que tenía la probable clausura evidencia las habituales distorsiones y confusiones que cargan los trascendidos.
De todas formas, nada de lo que se temía pasó en los años siguientes, aparte de la paulatina reducción de servicios, factor común a casi toda la red. Mientras la Secretaría de Transporte y Obras Públicas Archivado el 20 de abril de 2011 en Wayback Machine. seguía demorando una respuesta, Ferrocarriles Argentinos se entretuvo en cuestiones que se suponía ya estaban analizadas y resueltas. Así, por ejemplo a principios de 1971 efectuó un relevamiento del sector propuesto de empalme entre las líneas Midland y G4, que resultó que "es factible efectuar el mismo sin que sea necesario realizar expropiaciones", por lo que comenzó a hacerse el proyecto definitivo". Este no se concluirla sino en septiembre de 1972, poco antes de que la Dirección Nacional de Transporte Terrestres hiciera conocer su informe acerca del sector de Kilómetro 175,5, en el cual indicaba "lo costoso e injustificado que puede resultar el enlace de vías y lo incierto del destino sector de línea Emita-Carhué".
Aunque para ese tiempo ya se estaba iniciando la autodenominada Revolución Argentina. Después de las elecciones de marzo de 1973, el 25 de mayo llegó el Gobierno del Pueblo, con su neurótica y argentina actitud de negar lo anterior. Por supuesto, el nuevo equipo de la Secretaría de Transportes y Obras Públicas Archivado el 20 de abril de 2011 en Wayback Machine. no dio curso a ninguna clausura y suspensión de servicios, más aún, se restablecieron servicios, se reabrieron ramales, desechándose el gigantesco Plan de mediano plazo. Pero la historia siguió su curso, la muerte del General Perón, la declinación económica, la subversión y el desgobierno, terminaron desembocando en el golpe militar.
Fue con el Proceso de Reorganización Nacional, como dio en llamarse el nuevo gobierno de facto instalado el 24 de marzo de 1976, que el sistema ferroviario nacional sufrió su mayor golpe hasta ese entonces: 6000 km de vías suprimidas, cierre de talleres, supresión del 50% de los servicie pasajeros y la eliminación del 40% del personal son el testimonio de lo ocurrido hasta 1980

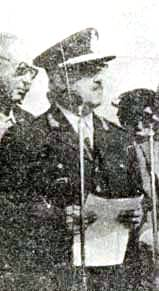
General Caballero en un discurso en Maquinista Savio

Los acontecimientos se sucedieron ahora en forma ininterrumpida a lo hasta aquí relatado, pues fue el equipo de la Secretaría de  Transporte y Obras Públicas Archivado el 20 de abril de 2011 en Wayback Machine. quien, a poco de instalar nuevo directorio de Ferrocarriles Argentinos conducido por el General de Brigada Tomás Caballero (Quien había sido vicepresidente ejecutivo durante la extensa gestión del General De Marchi), se dirigió a él enviándole un listado de 18 tramos ferroviarios "a efectos de expedirse sobre si existían problemas de orden operativo que pudieran derivar de su supresión". Aunque la respuesta fue negativa (en el sentido de que no preveían inconvenientes), advertía que "dada la falta de actualización de los estudios en algunos casos y la carente de los mismos en otros, esta empresa no tiene la certeza de que explotación resultare claramente antieconómica una vez racionalizados, aplicadas ciertas técnicas, adecuada atención, agotadas sus posibilidades comerciales, teniendo consideración la importancia de las decisiones y su carácter definitivo".
Estas palabras podrían tomarse como una crítica a la actitud de la Secretaría en el párrafo siguiente: "Por otra parte, se estima que con respecto a dichos sectores debería seguirse el curso que seña la legislación vigente , es decir, previa actualización y ni análisis para los que hubiere estudios y confección de mismos para los que no los hubiere, elevación por parte del Poder Ejecutivo".
Con "la legislación vigente" el general Caballero se estaba refiriendo a la ley 18.360, la que proporcionaba el marco al que debía ajustarse el funcionamiento de Ferrocarriles Argentinos, cuyo artículo 18°, inciso a) expresaba que la Empresa podría "proponer al Poder Ejecutivo la habilitación, clausura temporaria o definitiva y el desmantelamiento o reubicación de ramales, desvíos y otros servicios. La Secretaria de Transporte dará intervención a los organismos especializados que determine la reglamentación, a fin de resolver sobre las propuestas, dentro de un plazo de 120 días, a contar desde la elevación efectuada por Ferrocarriles Argentinos. En aquellos casos en que las propuestas se relacionen con la clausura y desmantelamiento de ramales, si fueran rechazadas deberá determinarse por el Poder Ejecutivo a qué cuenta se transferirá el déficit resultante de su mantenimiento".
Desconocemos el eco que pudo tener la respuesta de Ferrocarriles Argentinos, pero dado lo sucedido a continuación no habrá ejercido mayor influencia en la resolución tomada previamente por la Secretaría de Transporte. Parece evidente que se había decidido aplicar en forma ejecutiva las medidas que habían quedado pendientes casi un lustro atrás. Lamentablemente, la ejecutividad sin análisis previos conduce a desbarres como veremos, protagonizó el Ferrocarril Midland.
El 2 de marzo de 1977 el dictador Jorge Rafael Videla, firmaba el decreto 547/77, el primero de la seguidilla por los que se debían clausurar y desmantelar 4040 kilómetros de vías y ramales, más otros 1910 km de clausura solamente. En el turno de estreno, con un pelotón de once ramales de diversas líneas a desmantelar por un total de 723,8 km, se encontraba el ramal Plomer-kilómetro 175,5, de 112 km, según el decreto aparecido en el Boletín Oficial del 9 de marzo siguiente, fue de esta forma que el gerente de la línea General Belgrano, a quien la cuestión concernía directamente, “tomó conocimiento de la clausura y desmantelamiento de algunos ramales de nuestra red”. Pero el motivo de la nota dirigida por el ingeniero Garau al general Caballero era informarle que, de concretarse la medida, quedaría aislado el tramo restante “desde la progresiva señalada a la estación Carhué, terminal de la línea”, pues recordaba que aún no se había construido el empalme que ligara el tramo subsistente a Carhué con el ramal G4, aquel que permitirla subsistir a parte del Midland desviándolo por las vías del Compañía General a la estación Buenos Aires. Concluía destacando el costo del enlace, valuado entonces en 44 millones de pesos. Lógicamente, no habla de dinero ni tiempo para tal construcción, por lo que, en una primera medida, se decidió por nota del 6 de abril de 1977, suspender la concreción de la clausura dispuesta para los 112 km del ex Ferrocarril Midland por el decreto del 2 de marzo.
Fue así que mientras los demás ramales de Ferrocarril General Belgrano (Pozo del Molle-Carrilobo, Virginia-Moisés Ville, Comandante Leal-Pinas, Milagros-Quines) fueron clausurados el 1 de mayo de 1977, los trenes de larga distancia de la línea Midland siguieron cumpliendo su servicio regular Buenos Aires-Carhué. Claro que esto no podía durar mucho tiempo: la misma empresa había determinado que el tramo Plomer-kilómetro 175,5 era “comercialmente no conveniente”, pero tampoco tenía medios para construir el empalme que permitiera subsistir el sector restante La solución llegó con el siguiente decreto de clausura y desmantelamiento, ahora de 1569,8 kilómetros, fechado el 5 de agosto de 1977 y con el N "2294/77 Por el mismo, como es de suponer, se liquidaba la cuestión suprimiendo el tramo kilómetro 175,5-Carhué.
De esta manera, cuando la presidencia de Ferrocarriles Argentinos emitió el 24 de agosto su resolución 1634/77 por la cual tomaba las medidas necesarias para concretar lo dispuesto por el decreto, repitiendo lo que este decía, agregó otro artículo disponiendo además “la clausura en forma definitiva” y “el desmantelamiento de las vías y demás instalaciones del tramo de la línea Plomer-kilómetro 175,5“, reconociendo que ello había sido autorizado por el decreto del 2 de marzo y que habla quedado en suspenso por nota interna del 6 de abril, sin dar explicaciones del porqué de tal postergación.
De esta manera, ahora sí la gerencia de la Línea General Belgrano pudo incluir al ex Ferrocarril Midland en el grupo de las clausuras. En el dudoso honor participaron los ramales La Encantada-Termas de Río Hondo, San Francisco-Villa María, General Obligado-Laguna Limpia, Haumonia-Villa Berthet y Patricios-Victorino de la Plaza. Como vemos, también parte de la Compañía General cayó el mismo día que el Midland. La fecha fijada para todos fue el 12 de septiembre de 1977, es decir que a partir de ese lunes no habría más movimiento en la línea de trenes regulares, pues es posible que haya habido con posterioridad alguno que otro que se internara para retirar material e instalaciones.
En el caso del Ferrocarril Midland, entonces, y según el horario vigente desde el 20 de diciembre de 1976, el último tren de pasajeros que recorrió la línea, fuera de la sección suburbana, claro está, fue el coche motor Ganz a Carhué, tren 2299 que corría los sábados saliendo de la estación Buenos Aires a las 7:02 para llegar a su terminal a 517 kilómetros al oeste a las 17:35, mientras que el regreso, bajo el N.° 2300, lo hizo al día siguiente, domingo 11, con partida de Carhué 12 horas y arribo a Buenos Aires 22:33. Desconocemos cuánto se cumplieron estos horarios, pero sí podemos asegurar al menos que éstas fueron las fechas en que efectivamente se produjeron estos viajes con los que concluyó la historia del Ferrocarril Midland
Concluyó en lo que respecta al movimiento de la línea más allá de la sección suburbana, pues aún quedaba una medida burocrática para subsanar otra desprolijidad. Si la clausura regla a partir de Plomer, ¿qué sucedía con el tramo entre esta y Libertad?. No estaba clausurado, desde luego, pero ello no implicaba que se produjera algún movimiento en esos 34 km . La única actividad que se registraba previamente era la circulación de los coches motores que partían de Buenos Aires con destino a Carhué, además de los tres cargueros semanales que salían de Tapiales. Al suprimirse todos ellos a partir del 12 de septiembre, era obvio que tampoco la estación Elías Romero y los apeaderos km 38 y km 55, únicos existentes en ese recorrido, volverían a ver pasar un tren. Esto ya fue advertido en las oficinas de Ferrocarriles Argentinos incluso antes de que su presidencia emitiera la Resolución del 24 de agosto de 1977, por lo que la Gerencia de Planeamiento pidió a su par de Estudios Especiales que emitiera opinión acerca de la posible utilización del tramo Libertad-Plomer, fuera parcial o total, como prolongación de los servicios suburbanos de pasajeros, lo que sabemos ocurriría en un quinquenio. Sin embargo, Estudios Especiales contestó que para el sector en cuestión “no se han realizado estudios que permitan evacuar la consulta”, pero además devolvía la pelota agregando que “la posible prolongación de los servicios producto del futuro desarrollo de la zona resultará del análisis que surja de la documentación que haya sido recopilada a los fines del redimensionamiento de la red, estimando hacemos llegar las conclusiones a que se arribe en su oportunidad”. Hagan el estudio ustedes y después envíenlo, en buen romance.

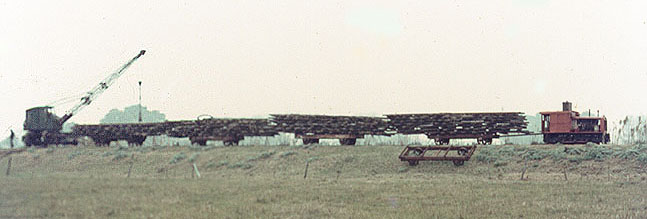
Tren de desmantelamiento del Midland en 1980.

Visto y considerando el éxito obtenido, Planeamiento informó a sus superiores el 21 de septiembre, diez días después de la clausura de la línea, que con motivo de los decretos del 2 de marzo y 5 de agosto y de la Resolución del 24 de agosto parece que desconocía la fecha en que aquella había ocurrido, “el sector Libertad-Plomer ha quedado sin servicios. Atento a ello, y a la falta de perspectivas”, consideraba que Ferrocarriles Argentinos debía elevar dicho sector como “comercialmente no conveniente” para la Empresa Se inició entonces el tramiterío del caso, que vio la luz el 18 de enero de 1978, cuando el decreto 96/78 incluyó los 34,1 kilómetros restantes del Midland entre otros 501 sujetos a clausura. Y la Resolución de la Presidencia de Ferrocarriles Argentinos del 16 de febrero de 1978 que disponía llevar a cabo lo ordenado por el decreto del Poder Ejecutivo también cumplía con la finalidad de incluir el tramo Libertad-Plomer entre aquellos que se debían clausurar. Mero blanqueo de algo que ya había ocurrido el 12 de septiembre anterior. Así, con esto de suprimir solo el 22% del Ferrocarril Midland sin advertir que ello condenaba a la desaparición a otro 66%, y la posterior y extrema prolijidad de declarar clausurado el 6% restante de la vía principal que ya estaba clausurada de hecho con anterioridad, concluyó la historia del Ferrocarril Midland (fuera de la sección suburbana, por supuesto).

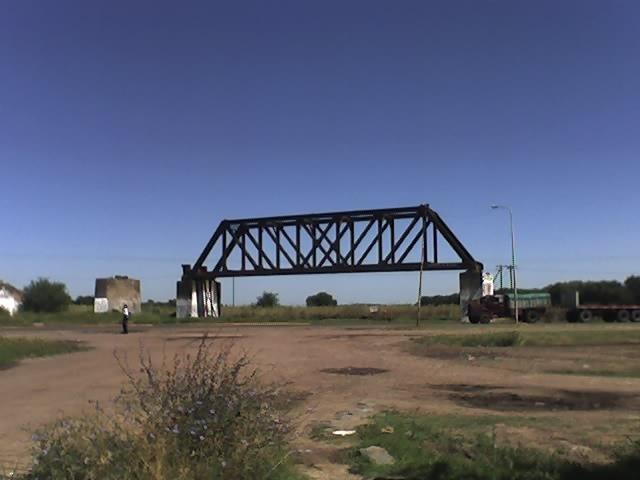
Puente sin terraplenes del antiguo Ferrocarril Midland sobre las vías del Ferrocarril Sarmiento en Mariano Acosta, partido de Merlo.

Aparte de la habitual depredación en estaciones abandonadas, víctimas tanto de los cazadores de recuerdos (relojes, campanas, faroles) como de los interesados en aprovechar todo material útil (hasta el machimbre de los pisos), sin olvidar los actos de vandalismo puro, el resto del material de vía fue enajenado. Esto se hizo mediante una orden de venta fechada el 10 de noviembre de 1978 emitida a favor del Establecimiento Metalúrgico Santa Rosa S. A, quien se encargaría de desmantelar todo el material metálico incluidos durmientes entre las estaciones Plomer y Carhué, más exactamente desde el kilómetro 64,017 o sea, al oeste del empalme donde se bifurca la vía superpuesta con el Compañía General, y el kilómetro 516,200, es decir antes de ingresaren el cuadro de la estación Carhué.
Para quien le interese saber cuál fue el destino final del susodicho material, digamos que, obviamente, fue el del poco glorioso empleo como chatarra, pues tal el empleo que le dio la Acería Santa Rosa. De esta aclaremos que si bien no existe bajo ese nombre, pues fue absorbida por Acindar, aún funciona en su predio de La Tablada, adyacente a otra vía ferroviaria, la del ramal Haedo-Temperley. Erigida por 1943, se encuentra aproximadamente a tres kilómetros de la estación Aldo Bonzi. Quién podía suponer, en aquellos optimistas días de principios de siglo, que 70 años después todo el flamante material que “aseguraba un futuro de grandeza” iría a parar a las fauces de hornos eléctricos que se construirían tan cerca.

### Actualidad
La parte activa entre Puente Alsina y Libertad fue dividida, y desde entonces, existían 2 servicios: Uno, desde Buenos Aires del Ramal G hasta Libertad, y otro desde Puente Alsina hasta Aldo Bonzi. Este último, empezó a urbanizar el área, lo que trajo con ello mucha inseguridad, la cual aumentó con el paso de los años, al dañar la infraestructura Unión Ferroviariay calidad del servicio.
En enero de 2021, un grupo de trabajadores de la Unión Ferroviaria están recuperando la traza entre Aldo Bonzi y Villa Diamante, y se espera que en el transcurso de 2021 se recupere parte de la traza (progresivamente) desde la Estación La Salada, con un servicio hasta Marinos del Crucero General Belgrano.
En 2022 comenzó una renovación general del trazado entre Tapiales y Libertad con en cambio total de los rieles, la remodelación de todos los pasos a nivel, la duplicación de vías entre Marinos de Crucero General Belgrano y Libertad y la construcción de un viaducto entre Tapiales y Aldo Bonzi que suprimirá el cruce a nivel del enlace entre estas estaciones y el Ferrocarril Domingo Faustino Sarmiento.